# Holotrichia tenuitibialis
Holotrichia tenuitibialis är en skalbaggsart som beskrevs av Matsumoto 2010. Holotrichia tenuitibialis ingår i släktet Holotrichia och familjen Melolonthidae. Inga underarter finns listade i Catalogue of Life.